# Il grande appello
Il grande appello è un film del 1936 diretto da Mario Camerini.
Il film segnò l'esordio cinematografico di Roberto Villa.

## Trama
Giovanni Bertani, un albergatore di Gibuti, fa il contrabbandiere di armi per gli uomini del Negus. Decide di andare in Abissinia per conoscere il figlio illegittimo, Enrico, soldato dell'esercito coloniale italiano. Cerca di convincerlo a tornare con lui, lasciando l'esercito, ma Enrico rifiuta di farlo. Durante un attacco, il giovane resta gravemente ferito e il padre, collaborando con le forze italiane, fa saltare un deposito di armi etiopico. L'impresa gli costa la vita ma gli permette di riscattarsi agli occhi del figlio e dei connazionali.

## Produzione
Il film fa parte di una trilogia che va dal 1936 al 1938, composta da Sentinelle di bronzo, da Il grande appello e da Luciano Serra pilota: tre film per una propaganda imperiale dopo la conquista dell'Etiopia da parte dell'Italia. Il progetto fu voluto da Luigi Freddi, alla Direzione generale della cinematografia dal 1934.
Il film ebbe alcuni titoli provvisori: Italia!, Rinnegato, Africa.
La frase di lancio era: Non è solo uno dei più umani ed avvincenti racconti apparsi sullo schermo, ma anche una palpitante rievocazione della recente gloriosa storia dell'Impero italiano.
Mario Camerini, che fino ad allora era stato regista delle edulcorate commedie sentimentali dei Telefoni bianchi, parecchi anni dopo, nel 1974, ripudiò questo film, dichiarandosi pentito di averlo realizzato.

## Distribuzione
Il film venne distribuito nel circuito cinematografico italiano nel novembre del 1936.